# اینتیمیسیمی
اینتیمیسیمی (به انگلیسی: Intimissimi) یک برند ایتالیایی پوشاک است که در سال ۱۹۹۶ تأسیس شد و در تولید سوتین، شورت، لباس‌زیر زنانه، جلیقه و پیژامه برای زنان و مردان تخصص دارد.
لباس‌های اینتیمیسیمی از طریق یک قرارداد مشارکت شخص ثالث به ویکتوریا سیکرت فروخته شد. در سال ۲۰۰۷، این همکاری برای فروش اینتیمیسیمی در ۲۴۰ فروشگاه ویکتوریا سیکرت گسترش یافت.
در سال ۲۰۱۵ مدل شلومیت مالکا به چهره اینتیمیسیمی تبدیل شد. او کمپین‌های تبلیغاتی بین‌المللی شرکت را رهبری کرد تا اینکه در سال ۲۰۱۷، داکوتا جانسون جایگزین او شد.
در اکتبر ۲۰۱۷، این برند چهارمین نسخه اینتیمیسیمی را روی یخ در ورزشگاه ورزشگاه ورونا با لباس هایی که توسط کیارا فرانی طراحی شده بود، عرضه کرد. اینتیمیسیمی یکی از برندهایی بود که او از آن به عنوان "واژگان نمادین" استفاده می کرد. در اکتبر ۲۰۱۷، اینتیمیسیمی فروشگاهی به مساحت ۵۰۰ فوت مربع در خیابان پنجم نیویورک افتتاح کرد.

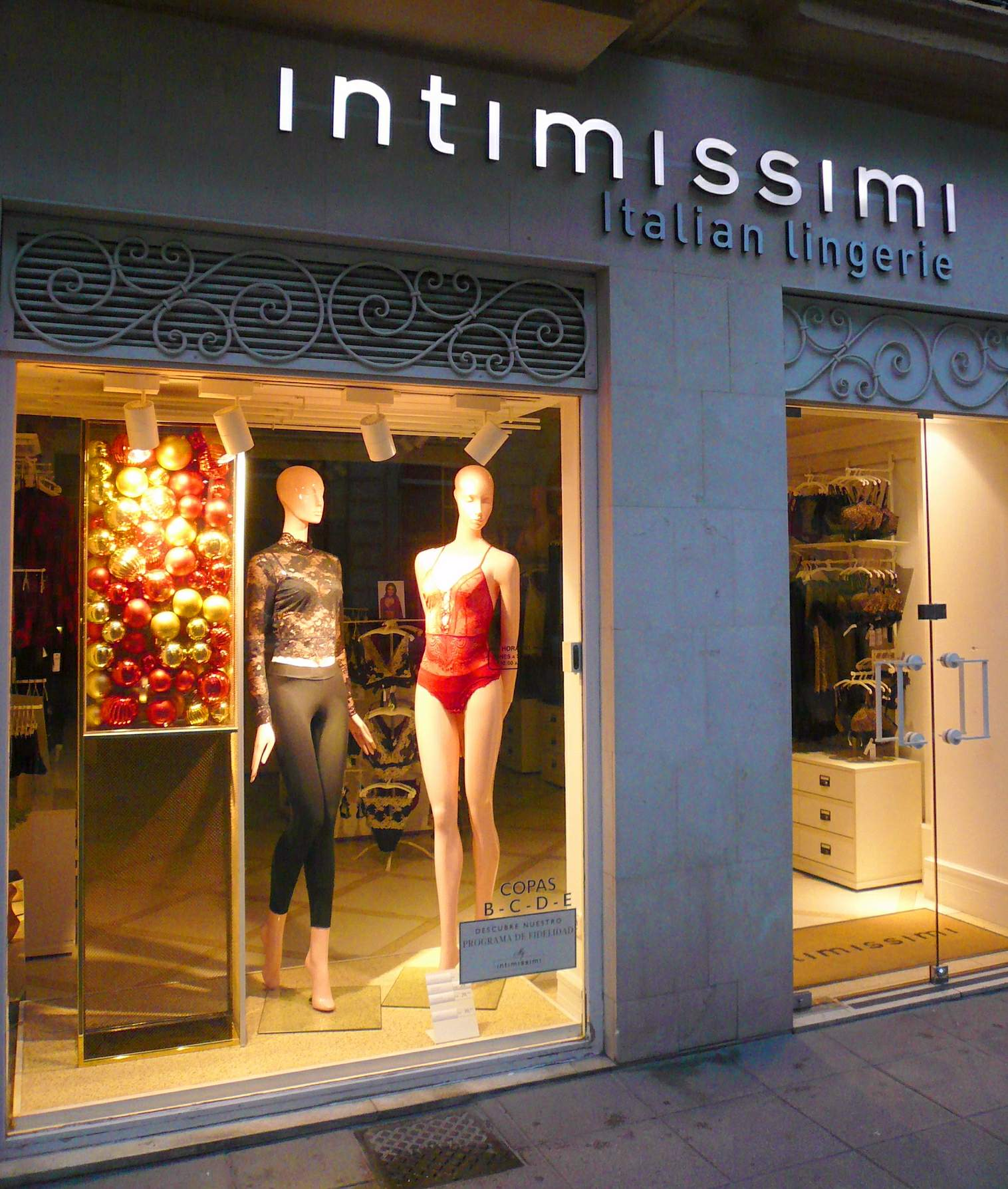
فروشگاه اینتیمیسیمی، خیابان داتو، ویتوریا، اسپانیا، ۲۰۲۰

برای کمپین ۲۰۱۷ ماریو تستینو از ورزشکار سابق صرب، آنا ایوانوویچ، نویسنده غذا، الا میلز، مدل ایرینا شایک و بازیگر داکوتا جانسون عکاسی کرد.
در ژوئن ۲۰۲۰، اینتیمیسیمی سرویس قفسه اینفینیتی را راه‌اندازی کرد، سیستمی که با استفاده از پنجره تجارت الکترونیک، خطر کمبود موجودی را از بین می‌برد.

## پیوندها به بیرون
- وبگاه رسمی